# Одновимірний аналіз
Одновимірний аналіз - це найпростіша форма кількісного (статистичного) аналізу. Цей аналіз проводиться з описом однієї змінної в умовах відповідних одиницях аналізу. Наприклад, якщо змінна «вік» було предметом аналізу, дослідник хотів би подивитися на те, як багато об'єктів потрапляють у дану вікову категорію.
Одновимірний аналіз контрастує з двовимірним аналізом - аналіз двох змінних, або багатовимірного аналізу - аналізу декількох змінних одночасно. Одновимірний аналіз зазвичай використовується на перших - описових стадіях досліджень, перш ніж доповнити більш складний, тобто логічно виведений двовимірний або багатовимірний аналіз.

## Методика
Основний спосіб представлення одновимірних даних є створення частотного розподілу окремих випадків, мається на увазі подання набору випадків моделі, які потрапляють в кожну з категорій значень змінної. Це може бути зроблено у вигляді таблиці або за допомогою гістограми або аналогічної форми графічного подання.
Таблиця розподілу проб, яка показана нижче має розподіл частот для змінної "вік":
| Віковий діапазон                        | кількість | відсоток |
| --------------------------------------- | --------- | -------- |
| менше 18                                | 10        | 5        |
| 18–29                                   | 50        | 25       |
| 29–45                                   | 40        | 20       |
| 45–65                                   | 40        | 20       |
| понад 65                                | 60        | 30       |
| Дійсні випадки: 200 відсутні випадки: 0 |           |          |

На додаток до частотного розподілу, одновимірний аналіз зазвичай включає звіт про центральну тенденцію (місце розташування). Це включає в себе опис того, яким чином кількісні дані групуються навколо деякого значення. У одновимірному аналізі, міра центральної тенденції – це середнє число набір вимірювань, де слово "середній" означає медіану, моду чи інший вимір їхнього місцезнаходження, в залежності від контексту. 
Інший ряд заходів, що використовуються в одновимірному аналізі включає в себе статистичну дисперсію. Ці заходи розглянемо, як значення розподілу навколо центральної тенденції. Найбільш поширеними є заходи дисперсії в діапазоні ймовірного та стандартне відхилення.
Далі до описових величин включають асиметрію змінної та ексцесу.
У разі тимчасового ряду, які можна замовити з тимчасової шкалою, одновимірний аналіз може також включати аналіз часових рядів, такі як авторегресії, ковзкого середнього, авторегресії середнього значення змінних або авторегресії інтегрованої моделі ковзкого середнього значення. Ці моделі описують відношення між поточним значенням змінної та її минулими значеннями.